# Trichoglossus rubiginosus
Trichoglossus rubiginosus là một loài chim trong họ Psittacidae.